# النمذجة التنبؤية
تستخدم النمذجة التنبؤية الإحصائيات للتنبؤ بالنتائج.  غالبًا ما يكون الحدث الذي يريد المرء توقعه في المستقبل ، ولكن يمكن تطبيق النمذجة التنبؤية على أي نوع من الأحداث غير المعروفة ، بغض النظر عن وقت حدوثها. على سبيل المثال ، غالبًا ما تُستخدم النماذج التنبؤية لاكتشاف الجرائم وتحديد المشتبه بهم بعد وقوع الجريمة. 
وفي حالاتِ عديدة ٍ يتم اختيار النموذج على أساس نظرية الاكتشاف لمحاولة تخمين احتمالية حدوث نتيجة مع الأخذ في الاعتبار كمية محددة من بيانات الإدخال، مثلًا في حالة إرسال بريد إلكتروني يحدد مدى احتمالية كونه بريدًا عشوائيًا.
يمكن أن تستخدم النماذج مصنفًا واحدًا أو أكثر محاولةً تحديد احتمالية مجموعة بيانات تنتمي إلى مجموعةٍ أخرى. فمثلًا يمكن استخدام نموذج لتحديد ما إذا كان البريد الإلكتروني هو بريد عشوائي أو "هام" (ليس بريدًا عشوائيًا).

## النماذج
يمكن استخدام أي نموذج إحصائي تقريبًا في التنبؤ. وبصورةٍ عامة تقّسٍّم النماذج التنبؤية إلى فئتين: حدودي أو البارامترية parametric وغير حدودي أو غير البارامترية . وهناك فئة ثالثة: نماذج شبه بارامترية تتضمن ميزات كليهما. تضع النماذج البارامترية "افتراضات معينة فيما يتعلق بواحد أو أكثر من معلمات السكان parameters التي تميز التوزيع (التوزيعات) الأساسية".  النماذج غير البارامترية "تتضمن عادةً افتراضات أقل للهيكل والشكل التوزيعي [من النماذج البارامترية] ولكنها تحتوي عادةً افتراضات قوية حول الاستقلالية". 

## التطبيقات

### نمذجة الرفعأوالنمذجة التزايدية Uplift modelling
نمذجة الرفع أو النمذجةالتزايدية هي تقنية لنمذجة التغير في الاحتمال الناجم عن إجراءٍ أو حدثٍ ما. عادةً ما يكون هذا إجراءً تسويقيًا مثل عرض شراء منتج أو استخدام منتج أكثر أو تجديد التوقيع لعقد. ومثال ذلك في حملة الاحتفاظ، فإنك ترغب بتوقع التغير في احتمالية بقاء العميل كعميل إذا تم الاتصال به. يسمح نموذج التغير في الاحتمالية باستهداف حملة الاحتفاظ بالعملاء الذين سيكون التغير في الاحتمالية مفيدًا لهم. يتيح ذلك لبرنامج الاحتفاظ تجنب التسبب في حدوث اضطراب غير ضروري أو استنزاف العملاء دون إهدار المال في التواصل مع الأشخاص الذين قد يتصرفون بأيِّ حال.

### علم الآثار
تستند النمذجة التنبؤية في علم الآثار إلى عمل غوردون ويلي في منتصف الخمسينيات في وادي فيرو في بيرو.  أُجريت مسوحات كاملة ومكثفة ثم حُدِّد التباين بين البقايا الثقافية والسمات الطبيعية مثل المنحدرات والغطاء النباتي. أدى تطوير الأساليب الكمية وزيادة توافر البيانات القابلة للتطبيق إلى نمو الانضباط في الستينيات وبحلول أواخر الثمانينيات، أحرز مديري الأراضي الرئيسيين تقدمًا كبيرًا في جميع أنحاء العالم.

### إدارة علاقات العملاء
تُستخدم النمذجة التنبؤية بشكل موسَّع في إدارة العلاقات التحليلية مع العملاء والتنقيب في البيانات لإنتاج نماذج على مستوى العميل تصف احتمالية أن يتخذ العميل إجراءً معينًا. بشكلٍ عام تكون الإجراءات مرتبطة بالمبيعات والتسويق والاحتفاظ بالعملاء.

### التأمين على السيارات
تُستخدم النمذجة التنبؤية في التأمين على المركبات لتحديد مخاطر الحوادث لحاملي الوثائق اعتمادَا على المعلومات الواردة منهم. تُستخدَم هذا بشكل موسَّع في حلول التأمين القائم على الاستخدام حيث تستخدم النماذج التنبؤية البيانات المستندة إلى القياس عن بُعد (telemetry-based data) لبناء نموذج للمخاطر التنبؤية لاحتمالية المطالبة.  تستخدم النماذج التنبؤية للتأمين على السيارات من الصندوق الأسود نظام تحديد المواقع العالمي (GPS) أو مستشعر مقياس التسارع فقط. تتضمن بعض النماذج نطاقًا واسعًا من المدخلات التنبؤية تتجاوز القياس الأساسي عن بُعد بما في ذلك سلوك القيادة المتقدم، وسجلات الاصطدام المستقلة، وسجل الطريق وملفات تعريف المستخدم لتوفير نماذج مخاطر محسنة. 

### الرعاىة الصحية
في عام 2009 بدأ نظام باركلاند للصحة Parkland Health & Hospital System في تحليل السجلات الطبية الإلكترونية حتى تستخدم النمذجة التنبؤية في التعرف على المرضى المعرضين لخطر إعادة القبول. ركز المستشفى في البداية على مرضى قصور القلب الاحتقاني، وتوسع البرنامج ليشمل مرضى السكريّ واحتشاء عضلة القلب الحاد والالتهاب الرئوي. 

### أنظمة تعقب العملاء المحتملين
تتيح النمذجة التنبؤية جذب العملاء المحتملين من خلال التنبؤ بالنتائج المبنية على البيانات لكل حملة محتملة. توفر هذه الطريقة الوقت وتكشف عن النقاط العمياء المحتملة لمساعدة العميل على اتخاذ قرارات أذكي. 

### إخفاقات ملحوظة في النمذجة التنبؤية
رغم عدم مناقشتها على نطاق واسع في مجتمع النمذجة التنبؤية السائدة، فإن النمذجة التنبؤية هي منهجية استُخدمت بشكل موسَّع في القطاع الماليّ في الماضي وساهمت بعض الإخفاقات الرئيسية في الأزمة المالية 2007-2008. تجسد هذه الإخفاقات خطر الاعتماد حصريًا على نماذج ذات طبيعة رجعية بشكل أساسيّ. لا تعتبر الأمثلة التالية قائمة كاملة بأي حال من الأحوال:
1) تصنيف السندات. تحدد S&P و Moody's و Fitch احتمالية تعثر السندات مع متغيرات منفصلة تسمى التصنيف. يمكن أن يأخذ التصنيف قيمًا منفصلة من AAA إلى D. يعتبر التصنيف مؤشرًا لمخاطر التخلف عن السداد استنادًا إلى مجموعة متنوعة من المتغيرات المرتبطة بالمقترض وبيانات الاقتصاد الكلي التاريخية. فشلت وكالات التصنيف في تصنيفها في سوق التزامات الديون المضمونة ( CDO ) المدعومة برهن عقاري بقيمة 600 مليار دولار. تقريبًا قطاع AAA بأكمله (وقطاع AAA الفائق، تصنيف جديد قدمته وكالات التصنيف لتمثيل استثمار آمن للغاية) لسوق التزامات الدين المضمونة (CDO) تخلف عن السداد أو انخفض بشدة خلال عام 2008، وقد حصل الكثير منها على تصنيفات أقل من عام سابق. 
2) حتى الآن، لا توجد نماذج إحصائية تحاول التنبؤ بأسعار سوق الأسهم استنادًا إلى البيانات التاريخية التي يتم اعتبارها باستمرار لتنبؤات صحيحة على المدى الطويل. أحد الإخفاقات التي لا تُنسى بشكل خاص هو فشل Long Term Capital Management ، وهو صندوق وظف محللين مؤهلين تأهيلاً عالياً، بما في ذلك الحائز على جائزة نوبل التذكارية في العلوم الاقتصادية، لتطوير نموذج إحصائي متطور توقع فروق الأسعار بين الأوراق المالية المختلفة. أنتجت النماذج أرباحًا مذهلة حتى وقوع كارثة كبيرة تسببت في قيام رئيس مجلس الاحتياطي الفيدرالي آنذاك ألان جرينسبان بالتدخل للتوسط في خطة إنقاذ من قبل وسطاء وول ستريت من أجل منع انهيار سوق السندات. 

## طالِع أيضا
- معايرة (إحصائيات)
- الفاصل الزمني للتنبؤ
- التحليلات التنبؤية
- الاستدلال التنبئي (استدلال إحصائي)
- نظرية التعلم الإحصائي
- النموذج الإحصائي